# Urania (motorfiets)
Urania is een historisch merk van motorfietsen.
De bedrijfsnaam was: Urania-Fahrradwerke Paul Tanner OHG, Cottbus.
Dit was een Duitse fietsenfabriek in 1933 begon met de productie van lichte motorfietsen met 98- en 123cc-Sachs- en ILO-inbouwmotoren. Toen de Tweede Wereldoorlog uitbrak eindigde de productie.